# EN217

## Bragança - Ponte de Remondes
A estrada nacional 217 (N217) é uma estrada que liga Bragança a Ponte de Remondes na   N 216 (perto do rio Sabor), que vai para Quintanilha e uma importante ligação para Macedo de Cavaleiros.
Sai de Bragança em direcção ao sul do distrito e passa por a seguinte localidades :
- São Pedro de Sarracenos
- Samil
- Ribeira do Penacal
- Paredes
- Calvelhe
- Izeda
- Gralhós
- Morais
- Lagoa

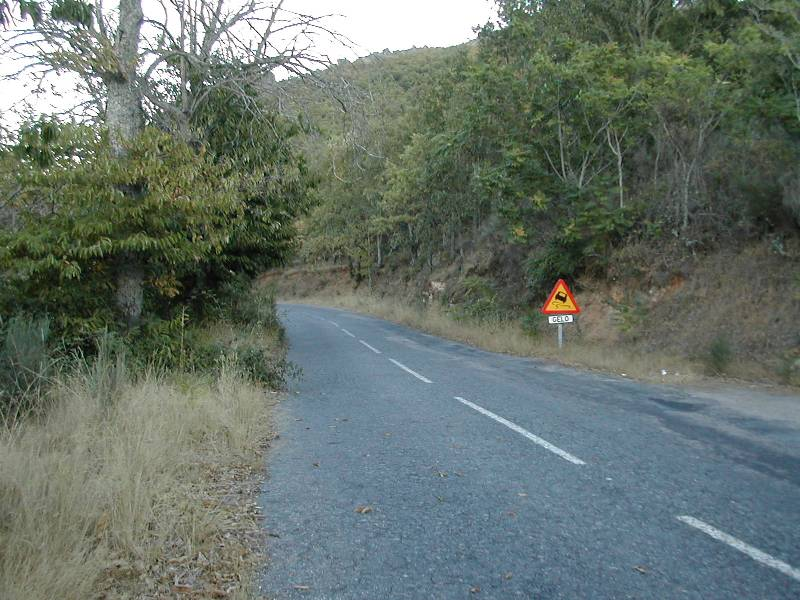
Vista da N217 logo a seguir a paragem de Faílde, direcção Sul-Norte

É uma via importante para quem se dirige para sul do concelho de Bragança, mas foi votada ao esquecimento, uma vez que já foi desclassificada (passou a ser uma estrada local), e isto verificava-se no estado de degradação do piso. No entanto nos últimos anos foram realizadas novamente obras na mesma estrada, reintegrando-a no Plano Rodoviário.
Quem vai de Paredes para Bragança, ou seja, 19 quilómetros de percurso, deverá contar com mais de 100 curvas![carece de fontes?]
| Localidade Intermédia                          | Nome da Saída                    | Estrada que liga |
| ---------------------------------------------- | -------------------------------- | ---------------- |
| circuito turístico de Bragança                 |                                  | Ex- N 217-1      |
| Estrada desclassificada (estrada de uso local) |                                  |                  |
| Malhada                                        |                                  |                  |
| Samil                                          |                                  |                  |
| Nó da A4 / 43                                  | Bragança - Vila Real             | A 4              |
| São Pedro de Sarracenos                        | Alfaião                          | M 521            |
| Freixedelo                                     |                                  | M 1036           |
| Faílde                                         |                                  | M 525            |
| Carocedo                                       | Grijó de Parada                  | M 524            |
| Paredes                                        | Mós                              | M 527            |
| Parada                                         | Coelhoso                         | M 541            |
| Cruzamento                                     | Pinela - Santa Comba de Rossas   | M 537            |
| Cruzamento                                     | Vila Boa - Salsas                | M 1054           |
| Cruzamento                                     | Serapicos                        | M 539            |
| Calvelhe                                       | Paradinha Nova                   | M 540            |
| Izeda                                          |                                  |                  |
| Prado                                          | Santulhão - Bagueixe             | N 317            |
| Gralhós                                        | Talhinhas - Talhas               | M 566            |
| Morais                                         | Macedo de Cavaleiros             | via N 216        |
| Morais                                         | Sobreda - Paradinha de Morais    | M 564 / M 1115   |
| Lagoa                                          |                                  |                  |
| Ponte de Remondes                              | Macedo de Cavaleiros - Mogadouro | N 216            |